# Bellavista de La Unión (distrito)
Bellavista de La Unión é um distrito do Peru, departamento de Piura, localizada na província de Sechura.

## Transporte
O distrito de Bellavista de La Unión não é servido pelo sistema de estradas terrestres do Peru.